# 杜先之
杜先之（1922年—？），原名杜满生，男，湖南岳阳人，中国工程热物理学家，曾任中国人民解放军海军工程学院教授、博士生导师。